# Genyagnus
Genyagnus is een monotypisch geslacht van straalvinnige vissen uit de familie van sterrenkijkers (Uranoscopidae).

## Soort
- Genyagnus monopterygius (Schneider, 1801)